# Barbirey-sur-Ouche
Barbirey-sur-Ouche település Franciaországban, Côte-d’Or megyében. Lakosainak száma 242 fő (2022. január 1.). Barbirey-sur-Ouche Gissey-sur-Ouche, Saint-Victor-sur-Ouche, Remilly-en-Montagne, La Bussière-sur-Ouche és Grenant-lès-Sombernon községekkel határos.

## Népesség
A település népességének változása:
| Lakosok száma | 124  | 140  | 177  | 267  | 243  | 230  | 216  | 211  | 208  | 242  |
|               | 1968 | 1982 | 1990 | 2006 | 2013 | 2015 | 2017 | 2019 | 2020 | 2022 |